# Nimrod (misil)
El Misil Nimrod es un Misil aire-superficie antitanque, desarrollado por Israel Aerospace Industries. Aunque diseñado principalmente para uso antitanque, que proporciona la capacidad de enfrentamiento contra una variedad de objetivos puntuales, tales como vehículos blindados, barcos, tanques, concentraciones de personal y en la guerrilla. 
Nimrod cuenta con un sistema láser de orientación semiactivo, capaz de día y nocturno. Su trayectoria de vuelo puede ser inferior ocultar capas de nubes, mientras un equipo de exploración hacia delante utiliza un designador láser para dirigirlo de hasta 26 km detrás. 
Nimrod se pueden instalar en una variedad de lanzadores de arrastre, la luz de lanzamiento de vehículos de combate, helicópteros y aviones de ala fija. El helicóptero principal plataforma de lanzamiento para el Nimrod en las Fuerzas de Defensa de Israel es una modificación de un helicóptero CH-53, lo que es no sólo debido al tamaño relativamente grande y pesado de los misiles Nimrod, sino a que el CH-53 es un vehículo común para la entrega por Israel de equipos de operaciones especiales. El vehículo de lanzamiento o de una aeronave puede disparar hasta 4 Nimrods a la vez de un solo pack.

## Versiones
En la actualidad hay dos versiones de Nimrod:
- "Largo alcance, misiles de doble modo - NIMROD 2 A" en modo dual láser y GPS impacto del misil, el Nimrod 2 tiene un rango de 26 km y cuenta con un lanzador móvil. Su capacidad de transporte es de 14 kg, y el misil puede apoyar ojivas diferentes para una variedad de objetivos.

- "Largo alcance, misiles de doble modo NIMROD 3 A" en modo dual láser y GPS impacto del misil, el Nimrod 3 tiene un alcance de 10-26 km y puede soportar varias ojivas para una amplia gama de objetivos. También cuenta con una plataforma móvil.

## Usuarios
- Israel
- Colombia

## Características
Rango efectivo: 300 - 36.000 metros
Longitud: 265 cm
Span 40 cm
Peso: 96 kg
Velocidad: ~ 2000 km / h
Propulsión: motor cohete de combustibl: sólido de una sola etapa
Orientación: láser semiactivo autoguiado hacia el blanco
Ojiva: HEAT, fragmentación-HE, bomba termobárica

## Sistemas comparables
- Misil Spike
- AGM-169 Joint Common Missile